# Ujungtebu
Ujungtebu is een bestuurslaag in het regentschap Serang van de provincie Banten, Indonesië. Ujungtebu telt 4192 inwoners (volkstelling 2010).